# 奥原正明
奥原 正明（おくはら まさあき、1955年8月5日 - ）は、日本の農林官僚。農林水産省消費・安全局長、経営局長などを歴任し、2016年6月から2018年7月まで農林水産事務次官を務めた。2019年7月から株式会社オプティム経営諮問委員会エグゼクテイブアドバイザー、公益社団法人日本農業法人協会顧問。

## 人物
1955年8月5日生まれ、長野県が本籍（両親の出身地）。高校は私立麻布高校に通い、東京大学に進学。1979年に東京大学法学部を卒業し、農林水産省に入省。2011年経営局長に就任し、農地中間管理機構（農地バンク）の制度づくりや農協改革に取り組んだ。2016年農林水産事務次官に就任。前任の事務次官である本川一善は奥原と同期（1979年）入省であり、同期入省2人がともに事務次官に就任する珍しいケースである。また農水省ではこれまで林野庁か水産庁の長官経験者が次官に就任することが慣例であったため、異例の人事と言われた。奥原は、菅義偉官房長官とのコネクションを生かして、コメの減反制度廃止や、JAグループを束ねるJA全中の解体といった自民党農林族が強く抵抗する改革を実施した。これらは、関税や補助金などの手厚い保護によって、自己改革の機会を逃し弱体化した日本の農業を改善する目的があったという。奥原の仕事ぶりについて、ある農水省幹部は「案件ごとに方向性を示し、細かいところまで指示を出した」と評した。一方で、仕事ができないと見なした幹部を容赦なく追放した。部下を厳しく統率したことから、「ゲシュタポ」と呼ばれたほどであった。農村部の票に依存する自民党農林族とは犬猿の仲であり、特に農林族の代表格であった森山裕元農相とは仲が悪かったとされる。後任は末松広行で、奥原の農政改革路線を継承した。

## 略歴
- 1955年8月5日 - 生誕（長野県が本籍）
- 1979年
  - 3月 - 東京大学法学部卒業
  - 4月 - 農林水産省に入省。農蚕園芸局総務課。
- 1986年9月 - 水産庁漁政部水産流通課課長補佐（総括）
- 1988年9月 - 漁政部水産流通課付
- 1989年5月 - 外務省在ドイツ連邦共和国日本国大使館一等書記官
- 1991年4月 - 外務省在ドイツ日本国大使館一等書記官
- 1992年6月
  - 農林水産省大臣官房秘書課付
  - 農林水産省経済局金融課課長補佐（総括および総務班担当）
- 1994年6月 - 農林水産省大臣官房秘書課監査官。（命）農林水産大臣秘書官事務取扱（大河原太一郎大臣）
- 1995年
  - 8月 - 農林水産省大臣官房付
  - 9月 - 農林水産省大臣官房企画室上席企画官
  - 11月 - 農林水産省経済局農業協同組合課組織対策室長
- 1997年1月 - 食糧庁計画流通部計画課長
- 2000年1月 - 農林水産省経済局農業協同組合課長
- 2001年1月 - 農林水産省経営局金融調整課長
- 2003年7月 - 農林水産省消費・安全局総務課長
- 2004年5月 - 農林水産省大臣官房秘書課長
- 2007年7月 - 農林水産省総合食料局食糧部長
- 2009年7月 - 水産庁漁政部長
- 2010年
  - 4月 - 農林水産省農林水産技術会議事務局長
  - 7月 - 農林水産省消費・安全局長
- 2011年8月 - 農林水産省経営局長
- 2016年6月 - 農林水産事務次官
- 2018年7月 - 農林水産省を退官[5]。
- 2019年 - 公益社団法人日本農業法人協会顧問[7]、株式会社オプティム経営諮問委員会エグゼクテイブアドバイザー[8]

## 著書
- 『農政改革行政官の仕事と責任』ISBN 9784532176686 日本経済新聞出版社 2019年7月25日
- 『農政改革の原点 政策は反省の上に成り立つ』ISBN 978-4532176952 日本経済新聞出版社 2020年12月24日